# Honeakiv, Slavuta
Honeakiv (în ucraineană Хоняків) este localitatea de reședință a comunei Honeakiv din raionul Slavuta, regiunea Hmelnîțkîi, Ucraina.

## Demografie
Componența lingvistică a localității Honeakiv
     Ucraineană (98,92%)
     Rusă (1,08%)
Conform recensământului din 2001, majoritatea populației localității Honeakiv era vorbitoare de ucraineană (98,92%), existând în minoritate și vorbitori de rusă (1,08%).